# بازنگری مرکز اروپایی پیش‌بینی میان‌مدت وضع هوا
بازنگری مرکز اروپایی پیش‌بینی میان‌مدت وضع هوا یک برنامه بازنگری هواشناسی است.

## محصولات
نخستین محصول بازنگری با نام ارا-۱۵ برای نزدیک به ۱۵ سال از دسامبر ۱۹۷۸ تا فوریه ۱۹۹۴ انجام شد. محصول دوم با نام ارا-۴۰ (در آغاز، قرار بود برای ۴۰ سال انجام شود) از سپتامبر ۱۹۵۷ تا اوت ۲۰۰۲ بود. به عنوان پیشگام برای محصول بازنگری تمدید و اصلاح‌شده برای جایگزینی ارا-۴۰، مرکز اروپایی پیش‌بینی میان‌مدت وضع هوا، ارا-اینتریم را ارائه کرد که به بازنگری آب‌وهوا از ۱۹۷۹ (میلادی) تا کنون می‌پردازد. به تازگی، یک محصول بازنگری نو با نام ارا۵ ارائه شده که بخشی از خدمات تغییر اقلیم کوپرنیک است. این محصول، وضوح فضایی بیشتر به اندازه ۳۱ کیلومتر دارد و بازنگری آب‌وهوا را از سال ۲۰۰۰ (میلادی) تاکنون پوشش می‌دهد. بازنگری تا سال ۱۹۵۰ (میلادی) به عقب رفته این برنامه، در آغاز سال ۲۰۱۹ (میلادی) در دسترس خواهد بود.

## امکانات
به همراه بازنگری همه داده‌های قدیمی با استفاده از یک سامانه سازگار، بازنگری‌ها از بسیاری از داده‌های بایگانی‌شده که در بازنگری‌های اصلی در دسترس نبودند نیز استفاده می‌کنند. این، امکان غلط‌گیری بسیاری از نقشه‌های دست‌ساز تاریخی را می‌دهد که وجود عوارض تقریبی در منطقه‌های با کمبود داده، در آنها معمول بود. همچنین امکان ساخت نقشه‌های تازه از لایه‌های جو که استفاده از آنها تا همین اواخر رایج نبود وجود دارد.

## دسترسی به داده
برای پژوهش، می‌توان داده را از صفحه نخست وبگاه مرکز اروپایی پیش‌بینی میان‌مدت وضع هوا و بایگانی داده سازمان ملی پژوهش‌های جوی بارگیری کرد. هر دو وبگاه نیاز به ثبت نام دارند. می‌توان از رابط برنامه‌نویسی کاربردی پایتون برای بارگیری زیرمجموعه‌ای از پارامترهای یک محدوده و دوره زمانی انتخاب‌شده استفاده کرد.